# Eredivisie ijshockey (Nederland)
De Eredivisie ijshockey is het tweede niveau van ijshockey van Nederland. Tot en met het seizoen 2014/15 was het was het de hoogste competitie in deze tak van sport in Nederland die georganiseerd werd door de sportbond IJshockey Nederland (IJNL). De winnaar van de eredivisie was toendertijd landskampioen. De eredivisie vormde (meestal) de laatste competitie van het ijshockeyseizoen, de bekercompetitie en eventuele andere competities gingen er (meestal) aan vooraf. In het seizoen 2015/16 is de BeNe-league ijshockey van start gegaan, welke georganiseerd wordt onder auspiciën van de KBIJF en IJshockey Nederland. Deze verving daarmee respectievelijk de Belgische Elite league en de Eredivisie ijshockey als hoogste divisie in beide landen. In deze competitie wordt behalve om de competitietitel ook gestreden om de landstitel in beide landen. De Eredivisie bleef voortbestaan als tweede niveau van ijshockey in Nederland.

## Geschiedenis
Na de Tweede Wereldoorlog werd in het seizoen 1945/46 van start gegaan met de Eredivisie ijshockey. De hoogtijdagen kende de hoogste afdeling in de jaren zeventig en begin jaren tachtig van de vorige eeuw. Met het vertrek van de zogeheten Nederlands-Canadezen, voornamelijk zonen van Nederlandse emigranten zoals Jack de Heer en Larry van Wieren, bloedde de competitie daarna langzaam maar zeker dood. Zeker toen bleek dat veel clubs op te grote voet leefden (te dure import-spelers uit het buitenland of té afhankelijk van een 'suikeroom') en failliet gingen. Via een doorstart kwamen de verenigingen meestal weer tot leven, zij het niet in de oude staat en glorie. Dat geldt echter niet voor Rotterdam, dat sinds het heengaan van drievoudig landskampioen IJHC Rotterdam Panda's geen ijshockey meer binnen de stadsgrenzen heeft.
IJshockey is in Nederland tot op heden een relatief kleine sport is met van nature te weinig beoefenaars om een grote competitie op te kunnen zetten. Hierdoor komen dezelfde ploegen elkaar veelvuldig tegen, wat niet goed is voor de publieke belangstelling. Het feit dat de eredivisie het sluitstuk is van het seizoen en volgt op andere competities waarin de eredivisieteams ook tegen elkaar strijden, verergert dit nog eens. En het ziet er niet naar uit dat hier snel verandering in komt. Door het gebrek aan Nederlands talent zijn de clubs nog altijd aangewezen op relatief dure buitenlandse spelers, die voor een groot deel de aantrekkingskracht van de eredivisie bepalen. Deze spelers worden hoofdzakelijk bekostigd uit sponsorinkomsten, die weer samenhangen met de publieke belangstelling. En zodoende zit het ijshockey in een financiële houdgreep. Voor de clubs op de lagere niveaus is het logischerwijs bijna ondoenlijk om tot de eredivisie toe te treden.
In het verleden is wel geprobeerd om het ijshockey met meer ploegen van niveau te verrijken. Al vanaf het midden van de jaren zestig van de 20e eeuw werden competitievormen opgezet met Nederlandse en Belgische teams. Sinds 1972/73 was dit een aparte competitie met de naam Coupe der Lage Landen (CLL). De CLL werd altijd voorafgaand aan de bekercompetitie en de eredivisie gehouden. En bij de introductie en de herintroductie (na een afwezigheid van 1990-1995) was er daadwerkelijk meer publiek te zien langs de banen. De Nederlandse en Belgische teams waren aan elkaar gewaagd. Maar de laatste jaren werd het niveauverschil erg groot in het nadeel van de Belgen. Een Belgische overwinning op een Nederlands team verwerd bijna tot een unicum en de CLL kon niet meer bekoren. In 2006 kwam de CLL daarom weer komen te vervallen.
De Nederlandse clubs kozen ter vervanging van de CLL voor de Challenge Cup, een competitie tussen eredivisie- en eerste divisieteams. Voor de Nederlandse IJshockey Bond moest de Challenge Cup een mogelijkheid bieden voor lagere clubs met jonge spelers om met het hoogste niveau in aanraking te komen en er mogelijk in de toekomst ooit te spelen. Dit sloot goed aan bij de plannen van enkele eerste divisieclubs om de stap naar de eredivisie te maken. In het seizoen 2006/07 waren de prestaties van de eerste divisieteams vergelijkbaar aan, zo niet slechter dan, die van de Belgische teams in de jaren ervoor. In de seizoenen 2012/13 en 2013/14 volgde een kruisbestuiving tussen deze twee divisies in de bekercompetitie.
In het seizoen 2010/11 namen er opnieuw Belgische clubs (HYC Herentals en White Caps Turnhout) deel aan de reguliere competitie die onder de naam North Sea Cup werd gespeeld. In het seizoen 2011/12 (het tweede en laatste seizoen onder de competitienaam North Sea Cup) werd IHC Leuven hieraan toegevoegd, terwijl White Caps zich tijdens de competitie terugtrok. In dit seizoen namen deze drie clubs ook deel aan de reguliere bekercompetitie. In de seizoenen 2012/13, 2013/14 en 2014/15 nam alleen HYC Herentals deel in de eredivisie.
In het verleden heeft de eredivisie, die in de jaren negentig korte tijd Superliga heette, zeer uiteenlopende opzetten en (aantallen) deelnemers gehad. Slechts vijf keer, op 55  seizoenen, namen er tien clubs deel aan de competitie, de overige jaren variërend van drie tot negen.

## Teams
De volgende teams spelen in het seizoen 2024/2025:
| Club       | Stad             |
| ---------- | ---------------- |
| Tigers     | Amsterdam        |
| Lions      | Dordrecht        |
| Kemphanen  | Eindhoven        |
| GIJS       | Groningen        |
| Devils     | Nijmegen         |
| Capitals   | Leeuwarden       |
| Red Eagles | 's-Hertogenbosch |
| Eaters     | Sittard-Geleen   |
| Panters    | Zoetermeer       |
| Trappers   | Tilburg          |
| Flyers     | Heerenveen       |
| Dragons    | Utrecht          |

## Resultaten
| Seizoen | Winnaar                        | Teams |
| ------- | ------------------------------ | ----- |
| 0       |                                |       |
| 0       |                                |       |
| 1945/46 | HHIJC Den Haag                 | 3     |
| 1946/47 | TIJSC Tilburg                  | 3     |
| 1947/48 | HHIJC Den Haag                 | 4     |
|         |                                |       |
| 1949/50 | IJsvogels Amsterdam            | 3     |
|         |                                |       |
| 1964/65 | HIJS Hoky Den Haag             | 5     |
| 1965/66 | HIJS Hoky Den Haag             | 5     |
| 1966/67 | HIJS Hoky Den Haag             | 5     |
| 1967/68 | HIJS Hoky Den Haag             | 5     |
| 1968/69 | HIJS Hoky Den Haag             | 3     |
| 1969/70 | SIJ Den Bosch                  | 4     |
| 1970/71 | Tilburg Trappers               | 5     |
| 1971/72 | Tilburg Trappers               | 10    |
| 1972/73 | Tilburg Trappers               | 7     |
| 1973/74 | Tilburg Trappers               | 6     |
| 1974/75 | Tilburg Trappers               | 6     |
| 1975/76 | Tilburg Trappers               | 8     |
| 1976/77 | Feenstra Verwarming Heerenveen | 7     |
| 1977/78 | Feenstra Verwarming Heerenveen | 6     |
| 1978/79 | Feenstra Flyers Heerenveen     | 10    |
| 1979/80 | Feenstra Flyers Heerenveen     | 10    |
| 1980/81 | Feenstra Flyers Heerenveen     | 9     |
| 1981/82 | Feenstra Flyers Heerenveen     | 8     |
| 1982/83 | Feenstra Flyers Heerenveen     | 8     |
| 1983/84 | Vissers Nijmegen               | 8     |
| 1984/85 | Deko Builders Amsterdam        | 10    |
| 1985/86 | Lada GIJS Groningen            | 9     |
| 1986/87 | IJHC Rotterdam Panda's         | 8     |
| 1987/88 | Spitman Nijmegen               | 8     |
| 1988/89 | Gunco Panda's Rotterdam        | 8     |
| 1989/90 | Gunco Panda's Rotterdam        | 8     |
| 1990/91 | Peter Langhout Reizen Utrecht  | 7     |
| 1991/92 | Pro Badge Utrecht              | 6     |
| 1992/93 | Flame Guards Nijmegen          | 7     |
| 1993/94 | Couwenberg Trappers Tilburg    | 10    |
| 1994/95 | Couwenberg Trappers Tilburg    | 7     |
| 1995/96 | CVT Keuken Trappers Tilburg    | 6     |
| 1996/97 | Fulda Tigers Nijmegen          | 8     |
| 1997/98 | Van Heumen Tigers Nijmegen     | 7     |
| 1998/99 | Agio Huys Tigers Nijmegen      | 6     |
| 1999/00 | Agio Huys Tigers Nijmegen      | 7     |
| 2000/01 | Diamant Trappers Tilburg       | 6     |
| 2001/02 | Boretti Tigers Amsterdam       | 5     |
| 2002/03 | Boretti Tigers Amsterdam       | 5     |
| 2003/04 | Amsterdam Bulldogs             | 4     |
| 2004/05 | Amsterdam Bulldogs             | 6     |
| 2005/06 | Hatulek Emperors Nijmegen      | 6     |
| 2006/07 | Destil Trappers Tilburg        | 6     |
| 2007/08 | Destil Trappers Tilburg        | 7     |
| 2008/09 | HYS The Hague                  | 9     |
| 2009/10 | Romijnders Devils Nijmegen     | 8     |
| 2010/11 | HYS The Hague                  | 8     |
| 2011/12 | Ruijters Eaters Geleen         | 9     |
| 2012/13 | HYS The Hague                  | 7     |
| 2013/14 | Destil Trappers Tilburg        | 7     |
| 2014/15 | Destil Trappers Tilburg        | 5     |
| 2015/16 |                                |       |
| 2016/17 |                                |       |
| 2017/18 |                                |       |
| 2018/19 |                                |       |
| 2019/20 | Geen competitie ivm Covid-19   |       |
| 2020/21 | Geen competitie ivm Covid-19   |       |
| 2021/22 | Tilburg Trappers               |       |
| 2022/23 | Eindhoven Kemphanen            |       |
| 2023/24 | Amsterdam Tigers               |       |
| 2024/25 | Nijmegen Devils                |       |

Voor een volledig overzicht van kampioenen ijshockey in Nederland, zie Nederlands kampioenschap ijshockey.